# Jimmy Johnson (giocatore di football americano)
James Earl Johnson (Dallas, 31 marzo 1938 – San Francisco, 8 maggio 2024) è stato un giocatore di football americano statunitense che giocò nel ruolo di cornerback per tutta la carriera nei San Francisco 49ers della National Football League (NFL). Fratello della medaglia d'oro nel decathlon alle Olimpiadi Rafer Johnson, fu inserito nella Pro Football Hall of Fame nel 1994.

## Carriera professionistica
Jimmy Johnson fu scelto come sesto assoluto dai San Francisco 49ers nel Draft NFL 1961 e rimase nella NFL per sedici stagioni giocando in diversi ruoli. Inizialmente giocò come safety, poi si spostò a wide receiver, dopo di che tornò a giocare da safety e infine come cornerback. Durante la sua carriera mise a segno 47 intercetti, ritornandoli per 615 yard. Inoltre ricevette 40 passaggi per 690 yard.
Johnson fu citato in un articolo di Dan Wetzel come il miglior cornerback a non aver mai giocato in un Super Bowl.

## Palmarès
- (5) Pro Bowl (1969, 1970, 1971, 1972, 1974)
- Formazione ideale della NFL degli anni 1970
- Numero 37 ritirato dai San Francisco 49ers
- Pro Football Hall of Fame (classe del 1994)